# Maximilian Harden
Maximilian Harden, pseudonimo di Felix Ernst Witkowski (Berlino, 20 ottobre 1861 – Montana, 30 ottobre 1927), è stato un giornalista tedesco figlio di un commerciante di origini ebraiche. Per il suo stile "barocco" fu burlato dal suo vecchio amico Karl Kraus, che scrisse perfino di "parodia da Harden".

## Biografia
Una volta terminato il suo percorso di formazione scolastico, esercitò la professione di attore, realizzando quello che era sempre stato il suo sogno, cioè entrare a far parte del mondo del teatro.
Proprio per le esibizioni sul palcoscenico ideò lo pseudonimo di Maximilian Harden che non abbandonò nemmeno quando cambiò mestiere.
Nel 1878 si convertì alla fede protestante e sei anni dopo incominciò ad esercitare l'attività di giornalista e di critico teatrale, oltre a pubblicare saggi politici in svariati giornali liberali, quali il Berliner Tageblatt.
Nel 1892 fondò, a Berlino, il giornale "Die Zukunft" (Il Futuro), che diresse fino al 1922.
Harden si dimostrò un intellettuale coraggioso e polemico, e attraverso le pagine della sua testata si occupò di tematiche sociali e politiche di grande attualità, tra le quali, una delle più importanti fu l'analisi, inizialmente critica della linea politica imperiale del Kaiser Guglielmo II e delle sue variazioni avvenute dopo la fine dell'egemonia di Bismarck.
Effettuò lunghe ed accurate indagini riguardanti l'ambiente imperiale e il gruppo di potenti che, per difendere i propri interessi, tendeva ad influenzare le scelte della cancelleria. Gli articoli di denuncia scritti da Harden, gli procurarono noie giudiziarie, come le accuse di diffamazione lanciate dal generale Kuno von Moltke, dalle quali uscì sempre assolto.
Però dal 1914 la sua posizione politica andò, temporaneamente, verso la destra fino ad approvare l'invasione tedesca del Belgio.
Dopo la fine della prima guerra mondiale, invece, sostenne la necessità dell'instaurazione di uno stato democratico, preferibilmente governato da un centro-sinistra di tipo socialdemocratico, con tendenze pacifiste,
 ed antiespansioniste. Appoggiò la Repubblica di Weimar.
Agli inizi degli anni venti la sua attività giornalistica gli attirò le ire degli estremisti di destra, degli antisemiti e dei nazionalisti, fino al punto, il 3 luglio 1922, di subire un attentato. Il tribunale tedesco stabilì che gli scritti di Harden avevano causato un'aggressione fisica da parte di due uomini, Weichardt e Grenz, appartenenti ai Freikorps: essi furono processati e condannati rispettivamente a 2 anni e 5 mesi e a 4 anni.
Quando, nel 1923, a causa della crisi economica che si era abbattuta sulla Germania, cessò la sua attività editoriale e si trasferì a Montana in Svizzera, intensificò il suo impegno nella saggistica, nel teatro e nella letteratura, ispirandosi a Ibsen, a Tolstoj e al Naturalismo.
Nel 1927 Harden morì in Svizzera, ma la sua tomba si trova a Berlino.

## Opere
- Die Zukunft, 1892-1922
- Literatur und Theater, 1896
- Köpfe, 1910
- Krieg und Frieden, Berlino 1918
- Von Versailles nach Versailles, Avalun-Verlag, Hellerau bei Dresden 1927 (Autobiographie)
- Corrispondenza con Walther Rathenau